# Максим Стависький
Максим Євгенович Стависький (болг. Максим Стависки, нар.. 16 листопада 1977 року в Ростові-на-Дону, Російська РФСР, СРСР) — російський і болгарський фігурист, що виступав в танцях на льоду в парі з Албеною Денковою. Дворазовий чемпіон світу 2006 і 2007 року, срібний призер чемпіонату світу 2004 року, бронзовий призер чемпіонату світу 2003 року, багаторазовий призер чемпіонатів Європи, учасник трьох Олімпіад (1998, 2002 і 2006 рік), десятиразовий чемпіон Болгарії.

## Кар'єра
Спочатку Максим Стависький виступав за Росію в парі з Анастасією Бєловою. У 1996 році він став у пару з Албеною Денковою і, отримавши болгарське громадянство, став виступати за Болгарію.
Пара тренувалася в Одинцово у Олексія Горшкова. Після чемпіонату світу 2005 року в Москві вони вирішили змінити тренера і переїхали до Делавера (США) до Наталії Линичук і Геннадія Карпоносова. Під керівництвом нових тренерів пара двічі стала чемпіоном світу (у 2006 і 2007 роках).
18 жовтня 2007 року, під час слідства у справі про автокатастрофу, винуватцем якої був Максим Стависький оголосив, що завершує любительську спортивну кар'єру.
У 2008 році взяв участь у програмі Першого каналу російського телебачення «Льодовиковий період», де виступав у парі з актрисою Тетяною Арнтгольц. Пізніше Тетяна не змогла продовжити участь у програмі через вагітність, тому Максим продовжив кататися в парі з сестрою Тетяни Ольгою Арнтгольц. У 2009 році взяв участь у цьому ж шоу в парі з актрисою Алісою Гребенщиковою.
У 2020 році вони з Албеною стали тренерами сьомого сезону шоу «Льодовиковий період».
Працює разом з Олександром Жуліним як тренер, зокрема, допомагає у підготовці французької танцювальної пари Наталі Пешала—Фабьян Бурза. Крім того, виступає як хореограф, наприклад, у сезоні 2009—2010 разом з Албеною Денковою поставив програми Браяну Жуберу.

## Автоаварія
5 серпня 2007 року Максим Стависький став учасником ДТП на чорноморському узбережжі Болгарії. На своєму автомобілі «Хаммер» він виїхав на смугу зустрічного руху і зіткнувся з автомобілем «Хонда». Внаслідок пригоди водій «Хонди», 21-річний юнак загинув, а 18-річна дівчина довгий час перебувала в комі і залишилася інвалідом. У крові Стависького було виявлено 1,29 проміле алкоголю, в той час як гранично допустимим показником в Болгарії вважається 0,5. Крім того, Максим серйозно перевищив швидкість. 30 січня 2008 року Ставиському був винесений вирок 2,5 роки умовно з випробувальним терміном на п'ять років, виплата компенсацій у розмірі близько 150 тис. євро і позбавлення прав управління транспортним засобом на 4 роки.
У березні 2008 року прокуратура міста Бургаса подала протест з приводу занадто м'якого вироку. Прокурор вимагав 2,5 роки тюремного ув'язнення, адвокати потерпілих наполягали на більш високих виплатах, зокрема, батько постраждалої дівчини, Мануели Горсової, зажадав виплатити близько мільйона євро. Перше слухання по апеляції пройшло 7 квітня 2008 року та після місяця розглядів 7 травня 2008 року судом було винесено рішення залишити вирок без змін.
Прокуратура міста Бургаса, однак, ухвалила рішення оскаржити вирок у Верховному суді Болгарії.
28 жовтня 2008 року Верховний касаційний суд Болгарії повернув справу фігуриста на дослідування.
5 січня 2009 року Апеляційний суд міста Бургаса своїм рішенням змінив раніше винесене 2,5-річне умовне покарання на тюремне ув'язнення при первісному полегшеному режимі. Суд також змінив у бік збільшення суму виплат за цивільними позовами на €15 тисяч на користь кожного з батьків загиблого при аварії юнака і на €35 тисяч на користь дівчини, яка не вийшла з коми. Адвокати Стависького заявили про незгоду з рішенням суду і відразу ж подали зустрічну апеляцію.. 12 травня 2009 року Верховний касаційний суд Болгарії затвердив первинний вирок — Стависький не буде відбувати тюремний термін, однак заплатить компенсацію родичам постраждалих.
До аварії був лицем рекламної кампанії «Не карам пив» (укр Не п'ю за кермом).

## Родина
Батьки — інженери Євген Маркович Стависький (нар. 1947) і Рашель Мойсеївна Стависька (уроджена Іоффе, нар. 1951), кандидат технічних наук, автор наукових праць в галузі радіомовлення. Р. М. Стависька закінчила факультет автоматики, телемеханіки та електроніки Московського електротехнічного інституту (1973), в 1976—1993 роках працювала науковим співробітником науково-дослідного інституту телебачення і радіомовлення, Держтелерадіо, в 1993—2008 роках — головний інженер і заступник голови ФГБУ РГРК «Голос Росії»; Є. М. Стависький був науковим співробітником у Московському науково-дослідному електротехнічному інституті. Родичами батька в сім'ї було багато лікарів. Дядько Йосип Маркович Стависький, вчений-медик, доцент кафедри біохімії Ростовського медичного університету, кандидат медичних наук; дід, Марк Ефраїмович (Евраїмович) Стависький, був відомим у місті військовим хірургом. Сім'я проживала в Ростові-на-Дону по вулиці Соціалістичній, 80 (кут вулиці Семашко).
30 січня 2011 року у Максима Ставиского і його партнерки Албени Денкової народився син Даніель.

## Програми
| Сезон     | Оригінальний танець | Довільний танець                                                                | Показовий номер |
| --------- | --- | ------------------------------------------------------------------------------- | --------------- |
| 2006-2007 | - Libertango Астор П'яццола | - Lacrimosa (реквієм) сучасне аранжування t Моцарт - Romeo and Juliet Ніно Рота |                 |
| 2005-2006 | - Cha Cha Santa Esmeralda - Bésame Mucho (із Un Bolero Por Favor) Консуело Веласкес                                                                                                | - Adagio сучасна обробка Ремо Джадзотто, Т.Альбіноні                            |                 |
| 2004-2005 | - Чарльстон Big Beat Band - Повільний фокстрот: you've Got a Friend in Me | - Lambarena — Bach to Africa Hughes de Courson, Йоганн Себастьян Бах            |                 |
| 2003-2004 | - Блюз: it's a man's man's man's World Джеймс Браун - Свінг (жанр): Big Bad and Big Bad Voodoo Daddy                                                                               | - Suite No. 4 in D Minor Гендель                                                |                 |
| 2002-2003 | - March for the Turkish Ceremonies Люллі виконаний Королівським філармонічним оркестром - Вальс: Dance of the Witches Генрі Перселл виконаний Королівським філармонічним оркестром | - Afrah Baladi Mostafa Sax                                                      |                 |
| 2001-2002 | - Танго: Fugata Астор П'яццолли - Фламенко: Duende Террі Боззио, Tony Levin, Steve Stevens                                                                                         | - O (Cirque du Soleil) Benoit Jutras                                            |                 |
| 2000-2001 | - Фокстрот: Тема з «Рожевої пантери» Генрі Манчіні - Квікстеп: I Wanna Be Like You (ізThe Jungle Book)                                                                             | - Xotica — Journey to the Heart Рене Дюпере                                     |                 |
| 1999-2000 | - Speak up Mambo - Soledad - Give it up | - Xotica — Journey to the Heart Рене Дюпере                                     |                 |
| 1998-1999 | - Song of the Spirit Карл Дженкінс | - Sarabande Джон Лорд - Bourée Джон Лорд                                        |                 |
| 1997-1998 | - Wooly Bully Домінго Самудио | - Sing, Sing, Sing Луї Прима - 1941 Hollywood Джон Вільямс                      |                 |
| 1996-1997 | - El Choclo Angel Villoldo | - Sing, Sing, Sing Луї Прима - 1941 Hollywood Джон Вільямс                      |                 |

## Спортивні досягнення

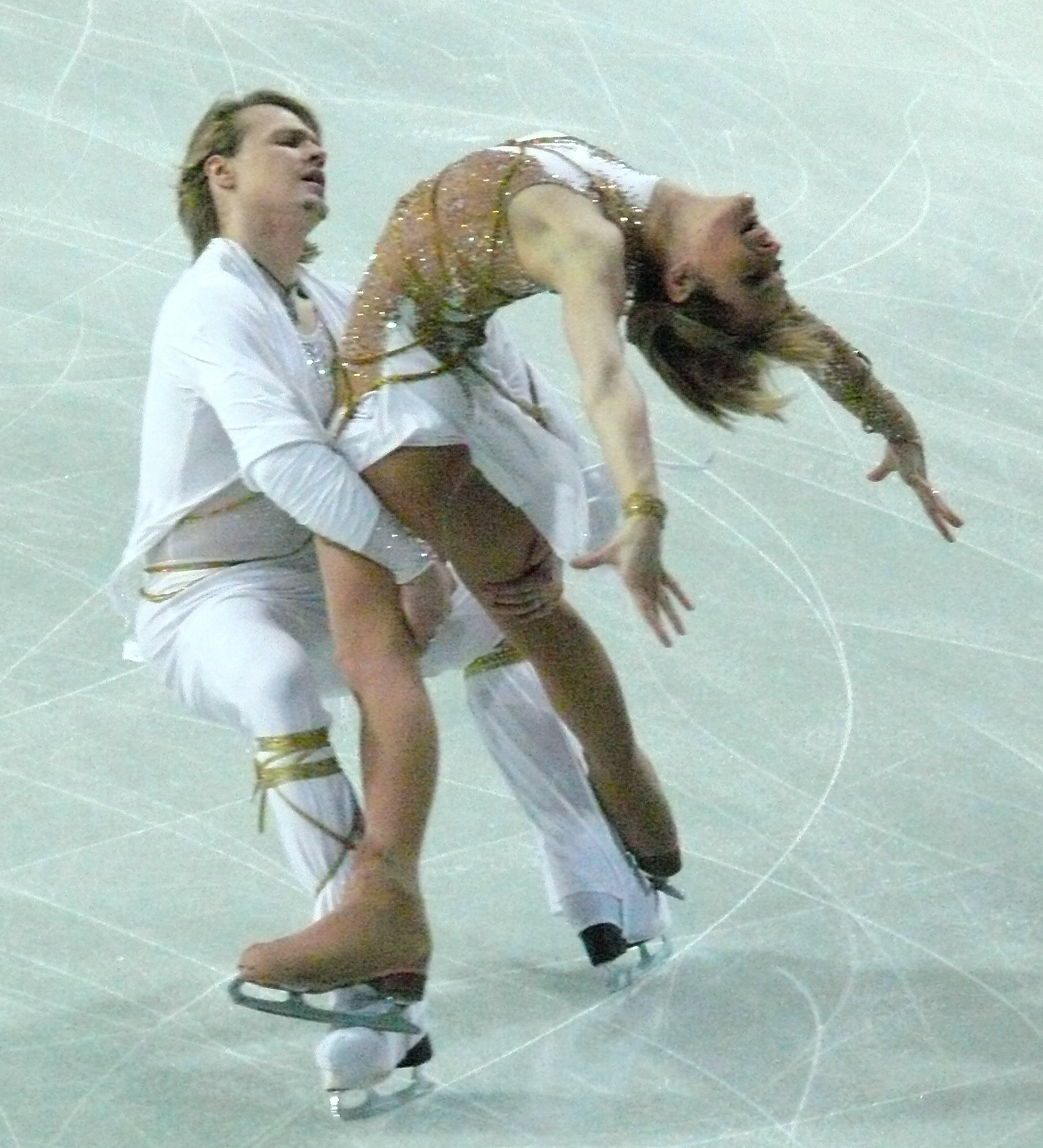
Денкова і Стависький на чемпіонаті Європи 2007 року.

### Після 2001 року
| Змагання                   | 2001-2002 | 2002-2003 | 2003-2004 | 2004-2005 | 2005-2006 | 2006-2007 |
| -------------------------- | --------- | --------- | --------- | --------- | --------- | --------- |
| Зимові Олімпійські ігри    | 7         |           |           |           | 5         |           |
| Чемпіонати світу           | 5         | 3         | 2         | 5         | 1         | 1         |
| Чемпіонати Європи          | 6         | 2         | 2         |           |           | 3         |
| Чемпіонати Болгарії        | 1         | 1         | 1         | 1         | 1         |           |
| Фінали Гран-Прі            |           |           |           | 3         |           | 1         |
| Skate America              |           |           |           |           |           | 1         |
| Trophee Eric Bompard       | 4         |           | 1         | 2         |           | 1         |
| Cup of Russia              |           | 3         |           |           |           |           |
| NHK Trophy                 | 3         |           | 1         | 1         | 2         |           |
| Skate Canada International | 4         | 2         | 1         |           |           |           |
| Bofrost Cup                |           | 1         |           | 1         |           |           |
| Finlandia Trophy           | 1         |           | 1         |           |           |           |

### До 2001 року
з А. Денковою
| Змагання                   | 1996-1997 | 1997-1998 | 1998-1999 | 1999-2000 | 2000-2001 |
| -------------------------- | --------- | --------- | --------- | --------- | --------- |
| Зимові Олімпійські ігри    |           | 18        |           |           |           |
| Чемпіонати світу           | 19        | 17        | 11        |           | 10        |
| Чемпіонати Європи          | 17        | 16        | 9         |           | 8         |
| Чемпіонати Болгарії        | 1         | 1         | 1         | 1         | 1         |
| Cup of Russia              |           |           |           |           | 5         |
| NHK Trophy                 |           |           |           | 6         |           |
| Skate Canada International |           |           | 5         |           |           |
| Bofrost Cup                |           |           | 6         | 3         |           |
| Nebelhorn Trophy           |           | 3         |           |           |           |
| Золотий коник Загреба      |           |           |           | 2         |           |
| Finlandia Trophy           |           |           | 1         | 1         | 1         |
| Меморіал Карла Шефера      |           |           | 1         |           |           |

## Нагороди
- Орден «Стара Планина» I ступеня (2007)[17]

- Почесний громадянин Софії (2006)[18].